# Квицинский, Юлий Александрович
Ю́лий Алекса́ндрович Квици́нский (28 сентября 1936, Ржев — 3 марта 2010, Москва) — советский и российский дипломат и политик, посол по особым поручениям МИД СССР (1981—1986), посол СССР в ФРГ (1986—1990), с мая по сентябрь 1991 года первый заместитель министра иностранных дел СССР. Выдвиженец и соратник министра иностранных дел СССР Андрея Громыко. В 1992 году уволен из МИД РФ при министре Козыреве, спустя пять лет возвращён на дипломатическое поприще при министре Примакове. Посол РФ в Норвегии (1997—2003). С 2003 года до конца жизни — депутат Госдумы РФ 4—5 созывов (от КПРФ).

## Биография
Родился в семье преподавателей Александра Ивановича Квицинского и Марии Ивановны Орловой. Прадед по отцовской линии участвовал в польском восстании 1864, за что был отправлен на строительство крепости в Бобруйске. Дед по материнской линии был выходцем из бедных крестьян, при советской власти работал директором маслобойного завода (за что получил звание Героя Социалистического Труда), в начале 1930-х годов по ложному доносу был арестован и выслан под Иркутск, но вскоре после пересмотра дела освобождён из ссылки.
Детство провёл в Красноярске, где отец преподавал лесоводство, а мать — почвоведение в Сибирском лесотехническом институте.
Окончил Московский государственный институт международных отношений (МГИМО) МИД СССР (1953—1959) по специальности международных отношений стран Запада и международного права.

## На дипломатической работе
В 1959—1965 годах переводчик, атташе, третий секретарь, второй секретарь посольства СССР в ГДР. В 1965—1978 годах второй секретарь, первый секретарь, эксперт-консультант, заместитель заведующего Третьим Европейским отделом МИД СССР, который ведал германской проблематикой. Квицинский в течение ряда лет работал в его референтуре по Западному Берлину, участвовал в подготовке четырёхстороннего соглашения по Западному Берлину 1971. В 1978—1981 годах советник-посланник посольства СССР в ФРГ.

### Участник переговоров по разоружению
В 1981—1986 годах посол по особым поручениям МИД СССР, руководитель делегации СССР на переговорах с США об ограничениях ядерных вооружений в Европе, проходивших в Женеве. В этом качестве по поручению министра иностранных дел СССР А. А. Громыко участвовал как в официальных переговорах, так и в неформальных консультациях со своим американским коллегой Полом Нитце. Во время одной из неофициальных встреч, проходившей 16 июля 1982 года в форме прогулки по лесу близ лыжного курорта Сен-Серг, Нитце выдвинул от своего имени компромиссные предложения о широком взаимном сокращении вооружений. Квицинский сообщил об этих предложениях в Москву и выступил за гибкий подход к их обсуждению и продолжение диалога с учётом предложений Нитце. Однако сторонники жёсткой линии как в СССР, так и в США заняли по отношению к инициативе Нитце жёстко негативную позицию, советская сторона отклонила его предложение, которое после этого было дезавуировано и американцами. После этой неудачи переговоры не принесли результатов. В ноябре 1983 года советская делегация покинула Женеву, и переговорный процесс возобновился только в марте 1985 года, причём Квицинский был назначен не руководителем советской делегации, а только её группы по космическим вооружениям.
История с неформальными консультациями Квицинского и Нитце получила широкую известность и стала основой для пьесы «Лесная прогулка», которая шла на Бродвее и в других театрах мира.

Пол Нитце дал такую характеристику Квицинского: 

Посол Юлий Квицинский зарекомендовал себя в ходе этих раундов как человек острый и умный, законченный дипломат, способный подняться выше мертвящих правил советского бюрократического процесса. Когда он того хочет, он может быть обворожителен. Он полностью сконцентрирован на политике. Правильность или ложность любого заявления для него имеет лишь второстепенное значение. По прошествии некоторого времени я, как мне казалось, научился в общем, хоть и не всегда, отличать в том, что он говорит, истину от лукавства.

### Посол и заместитель министра
В 1986—1990 годах — чрезвычайный и полномочный посол СССР в ФРГ. В 1986—1989 годах — кандидат в члены ЦК КПСС, с 1989 по 1990 год — член ЦК КПСС. В 1990—1991 годах — заместитель министра иностранных дел СССР, курировал европейскую проблематику, участвовал в решении вопросов, связанных с объединением Германии, в подготовке пакета договоров, оформлявших этот процесс. С 12 мая по 21 сентября 1991 — первый заместитель министра иностранных дел СССР.
19 августа 1991 года, после создания ГКЧП, министр иностранных дел Александр Бессмертных объявил о своей болезни, и министерство временно возглавил Квицинский. В этом качестве он подписал циркулярную телеграмму в советские посольства, в которой доводилось до сведения воззвание ГКЧП и рекомендовалось исходить из этого в дальнейшей работе. В связи с этим в конце августа он был смещён с должности первого заместителя министра (официально это решение было оформлено в сентябре), но остался работать в министерстве.

### Уход и возвращение
В 1992 году в связи со своей критикой российской внешней политики оставил дипломатическую службу и стал вице-президентом Внешнеполитической ассоциации (президент — Александр Бессмертных). В 1996—1997 годах был советником председателя Совета Федерации Егора Строева. В 1997 году вернулся на дипломатическую службу, в 1997—2003 годах — чрезвычайный и полномочный посол России в Королевстве Норвегия. Заслуженный работник дипломатической службы Российской Федерации.

## Депутат Госдумы РФ
С декабря 2003 года  — депутат Государственной думы 4-го созыва, избран по списку КПРФ. С 2004 года — первый заместитель председателя Комитета Государственной думы по международным делам, первый заместитель председателя Комиссии Государственной думы по изучению практики обеспечения прав человека и основных свобод, контролю за их обеспечением в иностранных государствах.
С декабря 2007 года был депутатом Государственной думы 5-го созыва, избран по списку КПРФ (с 16 января 2008 года — первый заместитель председателя Комитета Государственной думы по международным делам).

## Писательская деятельность
Весной 1993 года Квицинский опубликовал в Германии свои мемуары «Время и случай. Заметки профессионала», которые в 1999 году были изданы и в России. Известный германский политический деятель Эгон Бар писал о книге и её авторе: 

Квицинский не перевёртыш. Нигде в своей книге он не пытается создавать впечатление, будто он был добрым демократом, даже, может быть, внутренним эмигрантом или участвовал в хорошо замаскировавшемся сопротивлении. Когда он говорит о «кристально чистом коммунисте», то он имеет в виду требовательность к себе, верность принципам, неподкупность и скромность в жизни. Он научился презирать махинации, обогащение и коррупцию ещё во времена Советского Союза, а теперь презирает их и подавно. Это производит приятное впечатление. Знание Запада настроило его на критический лад, но не сделало отступником. Один из тех, кому было позволено заглядывать за кулисы и передвигать их намётанным глазом и силой своего интеллекта, он не предаётся иллюзиям в отношении Запада и, тем более, в отношении того, что всё ещё является Востоком… Квицинский был советским патриотом. Я познал его как твёрдого переговорщика, который уверенно владел всеми инструментами своего ремесла. Подобно тому, как Сталин спрашивал, сколько дивизий у папы римского, Квицинский тоже мог показать превосходство сверхдержавы.

В 1999 году Квицинский опубликовал книгу «Генерал Власов: путь предательства», в которой дал резко негативную оценку «власовскому» движению. Затем последовали книги «Иуды» (2001; в ней продолжается «власовская тема», а в первой части книги речь идёт об Иуде Искариоте) и «Отступник» (2003); направлена против одного из активных деятелей перестроечного периода А. Н. Яковлева).
Комментируя крах Версальского договора (1919), дипломат-германист Квицинский в ряде трудов и интервью как политический историк отмечал, что после прихода к власти нацистов в 1933 году ограничения, наложенные на Германию, должным образом не контролировались европейскими державами или же нарушения их намеренно спускались Германии с рук. Силовых рычагов принуждения Германии к исполнению договора в 1930-х годах у западных держав уже не имелось. 16 марта 1935 года рейхсканцлер Гитлер подписал закон о введении всеобщей воинской повинности и образовании вермахта, что означало фактический односторонний выход Германии из ограничений, установленных Версальским договором. В Германии началось бурное военное строительство с прицелом на внешнюю экспансию, — поскольку, согласно нацистской идеологии, немецкому народу, избавленному от внутренних противоречий, для благоденствия необходимы новые территории. Первые испытания прототипов баллистических ракет под руководством Вернера фон Брауна, указывал Квицинский, Германия провела вообще на законных основаниях, поскольку о ракетном оружии в Версальском договоре даже и речи не было, никто тогда не мог подумать, что прогресс военной техники так быстро шагнёт вперёд. Вскоре Германия провела ремилитаризацию Рейнской области, аншлюс Австрии, отторжение Судетской области Чехословакии и последующую оккупацию Чехии и Моравии, открыла Вторую мировую войну. Как пояснял Квицинский, объясняя историческую закономерность крушения Версальского договора, любой международный договор, а в особенности основанный на принуждении побеждённого, действует ровно до тех пор, пока сохраняется соотношение сил, при котором договор был заключён.
Последней значительной литературной работой Квицинского стал очерк «Политик из великой истории», посвящённый его многолетнему руководителю, министру иностранных дел СССР А. А. Громыко. Очерк, носящий также и автобиографический характер и насыщенный малоизвестными подробностями деятельности МИД СССР, опубликован в газете «Советская Россия» 21 июля 2009 года.
Скончался в Москве после продолжительного онкологического заболевания 3 марта 2010 года. Похоронен в Москве на Троекуровском кладбище.
Кандидат юридических наук. Владел норвежским, немецким, английским, французским и испанским языками.

## Награды
- Орден Октябрьской Революции
- Орден Трудового Красного Знамени
- Орден Дружбы народов
- Медаль «В память 850-летия Москвы»
- Медаль «За доблестный труд. В ознаменование 100-летия со дня рождения Владимира Ильича Ленина»
- Заслуженный работник дипломатической службы Российской Федерации
- Медаль «200 лет Министерству обороны»
- Большой Крест ордена Заслуг (Норвегия)
- Медаль «40 лет ГДР»
- Медаль ЦК КПРФ «90 лет Великой Октябрьской социалистической Революции»
- Благодарность президента Российской Федерации (21 октября 2009) — за плодотворную законотворческую и общественную деятельность[7]
- Почётная грамота Правительства Российской Федерации (26 августа 1996) — за большой личный вклад в укрепление международных парламентских связей и многолетний добросовестный труд